# Киен Самопитак, Михаил
Михаил Киен Самопитак (18.12.1920 г., Тхари, Таиланд — 16.10.1998 г., Тхари, Таиланд) — католический прелат, первый архиепископ Тхари и Нонсенга с 12 февраля 1959 года по 6 марта 1980 год.

## Биография
Михаил Киен Самопитак родился 18 декабря 1920 года в Тхари, Таиланд. 4 апреля 1948 года был рукоположён в священника.
12 февраля 1959 года Римский папа Пий XII назначил Михаила Киена Самопитака апостольским викарием Тхари и титулярным епископом Октабы. 1 сентября 1959 года состоялось рукоположение Михаила Киена Самопитака в епископа, которое совершил апостольский викарий Убона епископ Клод-Филипп Байе в сослужении с апостольским викарием Раябури епископом Пьетро Луиджи Карретто и апостольским викарием Чантабури епископом Франциском Ксаверием Сангуном Суваннасри.
Михаил Киен Самопитак участвовал в работе I, II, III и IV сессиях II Ватиканского собора. 
18 декабря 1965 года апостольский викариат Тхари был преобразован в архиепархию Тхари и Нонсенга и Михаил Киен Самопитак стал первым архиепископом этой архиепархии.
6 марта 1980 года Михаил Киен Самопитак подал в отставку.
Скончался 16 октября 1998 года в городе Тхари.